# 宇文晏
宇文晏（？—？），代郡武川镇（今内蒙古自治区呼和浩特市武川县）人，北周宇文氏后裔，唐朝介国公。

## 生平
宇文超死后，唐玄宗在开元二十五年六月辛酉（737年7月20日）发布命令：“《夏典》有虞宾的位置，《周书》记载了微子的受封，都是启发前朝的君王，显现他们的后嗣。已故介国公宇文超的儿子宇文晏，那广阔的盛业，是我的嘉客。宇文晏庄严和谐，温和而合乎礼仪；美好高尚有协同祭祀的容貌，仿佛有适合国家的才能。于是让他再次封国，以蒙受天赐福佑。任命宇文晏袭封为介国公。”